# 信息理论性死亡
信息理論性死亡意指儲存在腦部的訊息被摧毀的程度嚴重，乃至於在理論上回復原本人格已是不可能的狀況。
信息理論性死亡是為了提供一種無論未來的醫療技術多麼進步，都能用來定義死亡的定義。因為在現代，關於如何讀取或恢復大腦的訊息儲存架構的細節都尚未有定義，信息理論性死亡這個定義在主流醫學上是不實際的。不過用於期待未來科技的人體冷凍技術上時，這個定義就很重要。
信息理論性死亡也被稱為「不可逆死亡的終極定義」，和因為「腦部的損傷已經造成其內儲存的訊息永遠地消失」而又被稱作「絕對的不可逆死亡」。
信息理論性死亡在主流的生物倫理學、生物學哲學和宗教界探討死亡時都有提到。 ，並在2007年的《新闻周刊》文章中探討心搏停止議題時有提及。